# 日野長光
日野 長光（ひの ちょうこう / ながみつ、生没年不詳）は、戦国時代から安土桃山時代にかけての力士。『信長公記』にその名が記されている。

## 経歴
元亀元年（1570年）3月、織田信長は近江国中の相撲取りを常楽寺（滋賀県蒲生郡安土町）に集め、相撲を取らせた。その時集まった者たちの中に「長光」の名がある。
天正6年（1578年）2月、信長は近江国中の相撲取り300人を呼び寄せ、安土山で相撲を取らせた。その内23人に扇が下賜されているが、その中の1人として「日野長光」の名がある。特に長光は信長の御前に召し寄せられて金銀で彩色された扇を与えられ、大いに面目を施したという。
天正6年（1578年）8月、近江や京都などの相撲取り1,500人が安土に集められて、辰の刻（午前8時頃）から酉の刻（午後6時頃）まで相撲が取られた。『信長公記』には小相撲五番打（5人抜き）や大相撲三番打（3人抜き）を成した者たちの名が挙げられているが、大相撲三番打を達成した12人の内の1人として長光がいた。
天正8年（1580年）5月、安土山に近江国中の相撲取りが集められ、相撲が行われた。長光は、伴正林やあら鹿と共に見事な取り組みを見せ、銀子5枚を与えられた。

## 関連作品

### 漫画
- 『テンカイチ 日本最強武芸者決定戦』（原作：中丸洋介、作画：あずま京太郎）